# ÖSG Viktoria 08 Dortmund
ÖSG Viktoria 08 Dortmund is een Duitse sportclub uit Dortmund, Noordrijn-Westfalen. De club is actief in boksen, voetbal, gymnastiek, handbal en tafeltennis. De voetbalafdeling speelt in de lagere reeksen.

## Geschiedenis
De club werd in 1908 opgericht als Östlicher Spielverein Dortmund. In 1910 sloot de club zich bij de West-Duitse voetbalbond aan en speelde in de Ruhrcompetitie. Tijdens de Eerste Wereldoorlog werd deze opgesplitst in meerdere reeksen, waar door de club in 1916 in de hoogste klasse werd ingedeeld. Het district Dortmund werd in twee reeksen verdeeld en de club werd met grote achterstand tweede op SuS Alemannia 05 Dortmund. Het volgende seizoen was er maar één reeks voor Dortmund en hier werd de club laatste.
In 1919 werd de naam gewijzigd in Östlicher Spielverein Viktoria 08 Dortmund. De club speelde nu in de tweede klasse. In 1920 werd er een nieuw terrein aangelegd aan de Lippstädterstraße. Dit werd ingehuldigd in 1921 met een eindrondewedstrijd van de hoogste klasse tussen Dortmunder SC 1895 en Erler SV 08. In 1928 moest dit terrein weer opgegeven worden en werd er verhuisd naar het terrein Am Zehnthof.
Na de Tweede Wereldoorlog werd de huidige naam aangenomen. De club speelde aanvankelijk nog op een degelijk niveau, maar uitgerekend in het jubileumjaar 1958 degradeerde de club naar de Kreisklasse. Na één jaar promoveerde de club weer naar de Bezirksliga en twee jaar later zelfs naar de Landesliga. De club keerde in 1960 ook terug naar de terreinen waar al van 1921 tot 1928 gespeeld werd. Viktoria speelde tien jaar in de Landesliga en eindigde vijf keer tweede, maar slaagde er niet in te promoveren naar de Verbandsliga. De club zakte na degradatie in 1971 weg tot in de Kreisliga. In 1979 keerde de club terug naar de Bezirksliga, waar ze tot 1989 speelden. Het duurde tot 2001 vooraleer Viktoria weer kon promoveren naar de Bezirksliga, die intussen nog maar de zevende klasse was. Wegens problemen moest de club zich in 2007 na drie speeldagen terugtrekken uit de competitie. Sindsdien speelt de club in de Kreisliga.